# Evelina Källhage
Ida Evelina Källhage, född 20 april 1997 i Tynnereds församling i Göteborg, är en svensk handbollsspelare. Hon är vänsterhänt och spelar som högersexa.

## Karriär
Källhage började spela handboll i Önnereds HK i Göteborg, och spelade för moderklubben fram till 2017. Hon spelade för Önnereds A-lag 2014-2017. Då bytte hon klubb till dåvarande mästarklubben H65 Höör, där hon sedan spelade under fyra år. 2018 och 2021 spelade hon i SM-finalen, men båda åren förlorade H65 Höör finalen. Därmed har Källhage 2 SM-silver som främsta meriter i klubblaget. 2021 återvände hon till moderklubben Önnered.
2013 var hon med och tog guld i U17-EM. Hon debuterade för A-landslaget mot Ukraina 2018. Då Matilda Lundström blev korsbandsskadad strax före VM 2021 blev Källhage uttagen, och fick sin mästerskapsdebut.